# День ENIAC

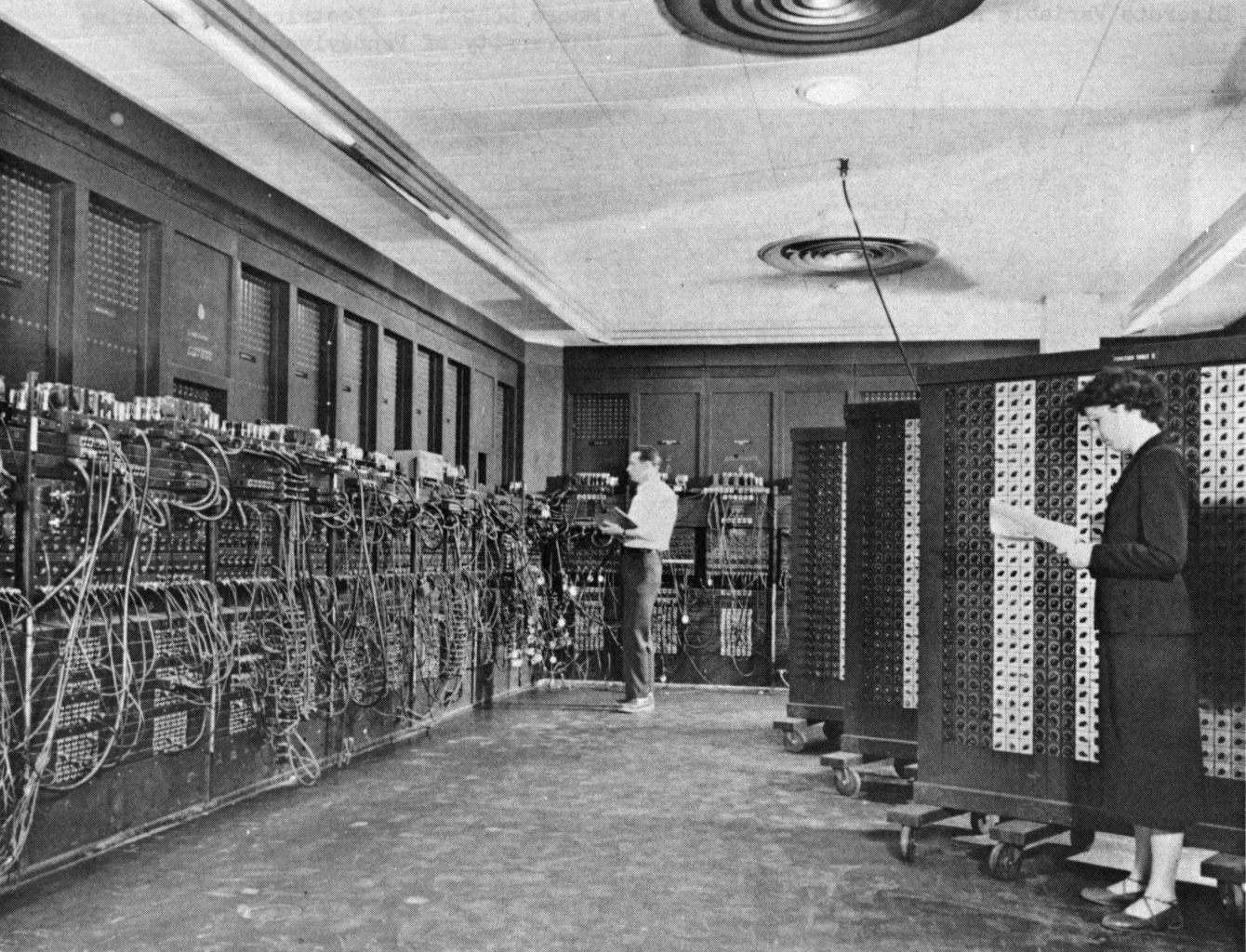
ENIAC

День ENIAC, також День створення першого електронного комп'ютера відзначається 15 лютого.

## Відомості про ENIAC
15 лютого 1946 року було офіційно оголошено про створення першого в світі реально працюючого комп'ютера ENIAC.
Деякі ЗМІ помилково називають також дату 14 лютого..
До цього існували також комп'ютери, але вони були лише прототипами та експериментальними одиницями.
ENIAC був розроблений для вирішення одного із серйозних і потрібних завдань того часу: для обрахунку балістичних таблиць армії.

## Історія свята в Україні
Уперше інформація про День комп'ютерника в Україні з'явилася у 2009 році у російськомовній пресі. Більш розгорнута інформаційна кампанія була в 2011 році, коли відомості про цей день потрапили і в україномовний віртуальний простір. Водночас українські ЗМІ ігнорують відоміший в англомовному віртуальному просторі «День очистки комп'ютера» (Clean Your Computer Day), що святкується з 2000 року кожен другий понеділок лютого, і 2011 року припав на 14 лютого).